# Primera División de Venezuela 2005-06
La Temporada 2005-06 de la Primera División de Venezuela se inició el 10 de agosto de 2005 con la participación de 10 equipos, entre ellos el ascendido de la segunda división Aragua FC. El Deportivo Táchira disputó algunos partidos en la ciudad de Caracas como local debido a la remodelación de su estadio por la Copa América 2007, mientras que Estudiantes de Mérida trasladó su sede al Estadio Campo de Oro por la misma razón. Los ganadores de los torneos Apertura y Clausura se clasificaron automáticamente a la Copa Libertadores 2007 mientras que el tercer lugar de la tabla acumulada fue a la ronda previa de la Copa Libertadores. Los equipos que se posicionaron en el cuarto y quinto puesto obtuvieron un cupo a la Copa Sudamericana 2006. 
Para la temporada 2005-06 se fueron al descenso Estudiantes de Mérida y Deportivo Italmaracaibo, este último se retiró del fútbol profesional venezolano después que su directiva tomara la decisión de no participar en la segunda división.

## Equipos participantes
Los equipos participantes en la Temporada 2005-06 de la Primera División del Fútbol Venezolano son los siguientes:
| - Aragua FC - Carabobo FC - Caracas FC - Deportivo Italmaracaibo - Deportivo Táchira FC |  | - Estudiantes de Mérida - Monagas SC - Mineros de Guayana - Trujillanos FC - UA Maracaibo |

## Torneo Apertura 2005

### Clasificación
|    | Equipo                  | PTS | JJ | JG | JE | JP | GF | GC | DG  |
| -- | ----------------------- | --- | -- | -- | -- | -- | -- | -- | --- |
| 1  | UA Maracaibo            | 41  | 18 | 12 | 5  | 1  | 28 | 11 | +17 |
| 2  | Deportivo Táchira FC    | 31  | 18 | 9  | 4  | 5  | 32 | 23 | +9  |
| 3  | Mineros de Guayana      | 27  | 18 | 7  | 6  | 5  | 24 | 19 | +5  |
| 4  | Carabobo FC             | 25  | 18 | 7  | 6  | 5  | 28 | 24 | +4  |
| 5  | Aragua FC               | 25  | 18 | 7  | 4  | 7  | 16 | 27 | -11 |
| 6  | Caracas FC              | 24  | 18 | 7  | 3  | 8  | 28 | 25 | +3  |
| 7  | Deportivo Italmaracaibo | 24  | 18 | 6  | 6  | 6  | 23 | 22 | +1  |
| 8  | Trujillanos FC          | 18  | 18 | 4  | 6  | 8  | 14 | 24 | -10 |
| 9  | Estudiantes de Mérida   | 15  | 18 | 3  | 6  | 9  | 21 | 30 | -9  |
| 10 | Monagas SC              | 15  | 18 | 3  | 6  | 9  | 19 | 28 | -9  |

Leyenda: PTS (Puntos), JJ (Juegos jugados), JG (Juegos Ganados), JE (Juegos Empatados), JG (Juegos Perdidos), GF (Goles a Favor), GC (Goles en Contra), DG (Diferencia de Goles).

## Torneo Clausura 2006

### Clasificación
|    | Equipo                  | PTS | JJ | JG | JE | JP | GF | GC | DG  |
| -- | ----------------------- | --- | -- | -- | -- | -- | -- | -- | --- |
| 1  | Caracas FC              | 36  | 18 | 10 | 6  | 2  | 19 | 14 | +5  |
| 2  | Deportivo Táchira FC    | 31  | 18 | 8  | 7  | 3  | 25 | 21 | +4  |
| 3  | Carabobo FC             | 25  | 18 | 7  | 6  | 5  | 26 | 22 | +4  |
| 4  | Mineros de Guayana      | 27  | 18 | 7  | 6  | 5  | 21 | 22 | -1  |
| 5  | Monagas SC              | 27  | 18 | 5  | 10 | 3  | 21 | 15 | +6  |
| 6  | Aragua FC               | 25  | 18 | 7  | 4  | 7  | 21 | 21 | 0   |
| 7  | UA Maracaibo            | 20  | 18 | 3  | 11 | 4  | 21 | 20 | +1  |
| 8  | Deportivo Italmaracaibo | 19  | 18 | 1  | 7  | 10 | 18 | 32 | -14 |
| 9  | Estudiantes de Mérida   | 18  | 18 | 5  | 3  | 10 | 27 | 33 | -6  |
| 10 | Trujillanos FC          | 17  | 18 | 3  | 8  | 7  | 18 | 27 | -9  |

Leyenda: PTS (Puntos), JJ (Juegos jugados), JG (Juegos Ganados), JE (Juegos Empatados), JG (Juegos Perdidos), GF (Goles a Favor), GC (Goles en Contra), DG (Diferencia de Goles).

## Final
| 17 de mayo de 2006 | UA Maracaibo | 1-1 (1-1) | Caracas FC | Estadio "Pachencho" Romero, Maracaibo |  |
|                    | Cásseres 35' |           | Rey 41'    |                                       |  |

| 21 de mayo de 2006                                                     | Caracas FC                      | 3-0 (0-0) | UA Maracaibo | Estadio Brígido Iriarte, Caracas |  |
|                                                                        | Carpintero 73' 77' · Guerra 87' |           |              |                                  |  |
| Caracas FC consigue su 8vo título de la Primera División de Venezuela. |                                 |           |              |                                  |  |

Caracas FC

Campeón

## Acumulada

### Clasificación
|    | Equipo                  | PTS | JJ | JG | JE | JP | GF | GC | DG  |                            |
| -- | ----------------------- | --- | -- | -- | -- | -- | -- | -- | --- | -------------------------- |
| 1  | Deportivo Táchira FC    | 62  | 36 | 17 | 11 | 8  | 57 | 44 | +13 | Pre Copa Libertadores 2007 |
| 2  | UA Maracaibo            | 61  | 36 | 15 | 16 | 5  | 49 | 31 | +18 | Copa Libertadores 2007     |
| 3  | Caracas FC              | 60  | 36 | 17 | 9  | 10 | 57 | 39 | +18 | Copa Libertadores 2007     |
| 4  | Carabobo FC             | 54  | 36 | 14 | 12 | 10 | 54 | 46 | +8  | Copa Sudamericana 2006     |
| 5  | Mineros de Guayana      | 54  | 36 | 14 | 12 | 10 | 45 | 41 | +4  | Copa Sudamericana 2006     |
| 6  | Aragua FC               | 47  | 36 | 13 | 8  | 15 | 37 | 48 | -11 |                            |
| 7  | Monagas SC              | 40  | 36 | 8  | 16 | 12 | 40 | 43 | -3  |                            |
| 8  | Trujillanos FC          | 35  | 36 | 7  | 14 | 15 | 32 | 51 | -19 |                            |
| 9  | Deportivo Italmaracaibo | 34  | 36 | 7  | 13 | 16 | 41 | 54 | -13 | Descenso                   |
| 10 | Estudiantes de Mérida   | 33  | 36 | 8  | 9  | 19 | 48 | 63 | -15 | Descenso                   |

Leyenda: PTS (Puntos), JJ (Juegos jugados), JG (Juegos Ganados), JE (Juegos Empatados), JG (Juegos Perdidos), GF (Goles a Favor), GC (Goles en Contra), DG (Diferencia de Goles).

### Top 10 Goleadores
| Jugador | Jugador              | Jugador             | Goles | Equipo                      |
| ------- | -------------------- | ------------------- | ----- | --------------------------- |
| 1       | Bandera de Venezuela | Juan García         | 21    | Deportivo Táchira           |
| 2       | Bandera de Venezuela | Daniel Arismendi    | 13    | Italmaracaibo y Carabobo FC |
| 2       | Bandera de Argentina | Guillermo Beraza    | 13    | UA Maracaibo                |
| 3       | Bandera de Venezuela | Luis Moreno         | 11    | Caracas FC                  |
| 3       | Bandera de Venezuela | Alexander Rondón    | 11    | Monagas SC                  |
| 3       | Bandera de Brasil    | Charles Souza       | 11    | Aragua FC                   |
| 4       | Bandera de Venezuela | Giancarlo Maldonado | 10    | UA Maracaibo                |
| 5       | Bandera de Venezuela | César Gonzaléz      | 09    | Caracas FC                  |
| 5       | Bandera de Venezuela | Jesús Gómez         | 09    | Estudiantes de Mérida       |
| 5       | Bandera de Venezuela | Armando Maita       | 09    | Carabobo FC                 |